# Forumspel
Forumspel är en form av forumteater med inslag av värderingsövningar  och socioanalytiskt rollspel. Forumspel är en typ av rollspel som syftar till att bearbeta orättvisor och konflikter mellan individer. Metoden har utvecklats av dramapedagogen Katrin Byréus för att bland annat kunna användas med skolelever och arbetsgrupper. Genom spelet vill man undersöka hur personer som befinner sig i utsatta lägen kan påverka konkreta situationer. Genom att som publik ta del av denna situation och sedan reflektera över olika personers handlingsalternativ och eventuellt själv agera i spelet vill man göra det möjligt för deltagarna att hitta lösningar på konflikter och orättvisor.

## Metodik
Konkret går det till så att man inspirerar deltagarna att dela med i sig av egna erfarenheter och tankar kring orättvisor och konflikter genom till exempel värderingsövningar, statyövningar  eller aktuella konflikter. Utifrån dessa tankar och erfarenheter dramatiseras en realistisk händelse som blir till ett forumspel. Spelet slutar när konflikten når sin höjdpunkt. Genom denna uppbyggnad vill man inspirera åskådarna att ta initiativet att själva gå in i spelet och prova olika handlingsmöjligheter för att lösa konflikten eller orättvisan. Spelet spelas upp i sin helhet första gången. Under följande uppspel får åskådarna säga stopp någonstans i spelet, gå upp och ta en roll genom att byta ut någon på scenen och prova sin idé om hur man kan handla i konfliktsituationen för att bryta orättvisan eller lösa konflikten. Samma spel spelas om flera gånger för att flera olika personer ska kunna testa sina idéer. Genom detta arbetssätt vill man få fram en mångfald av olika förslag och lösningar på orättvisor och konflikter.

## Syfte
Syftet med metoden är att medvetandegöra samhälleligt förtryck och hur man som individ kan häva det genom att förbereda deltagarna att handla i verkliga konfliktsituationer. Katrin Byréus menar att forumspel övar empati hos deltagarna. Anita Grünbaum skriver att användandet av forumspel ger deltagarna mod att säga ifrån och ökar deras kunskaper om konflikthantering.

## Pedagogiska förutsättningar
Enligt Syrene Hägelmark och Birgitta Thim krävs det att eleverna ska kunna samarbeta, våga agera, känna sig trygga i gruppen och lyssna och respektera andra deltagare för att forumspel ska fungera. Katrin Byréus skriver att det är viktigt att arbetet är frivilligt, lekfullt och engagerande och att en tillåtande stämning råder så väl för gruppdeltagare som ledare. Ledaren ska vara inläst på metoden, och måste också vara medveten om de egna värderingar som är aktuella i sammanhanget så att de inte färgar av sig på gruppen. Vidare anser Falk-Lundqvist att ledaren måste ha förmågan att fånga upp alla idéer som uppstår under spelets gång. Hon eller han måste också ta de medverkandes idéer på allvar.